# Jemyca Aribado
Jemyca Aribado (* 21. September 1993 in Taguig) ist eine philippinische Squashspielerin.

## Karriere
Jemyca Aribado spielt seit 2016 auf der PSA World Tour und gewann auf dieser bislang einen Titel. Ihre höchste Platzierung in der Weltrangliste erreichte sie mit Rang 77 im Januar 2019. Bei den Südostasienspielen 2015, 2017 und 2019 gehörte sie zum malaysischen Aufgebot, ebenso bei den Asienspielen 2010 und 2018. Bei den 2023 ausgetragenen Asienspielen 2022 in Hangzhou schied sie im Mixed mit Robert Garcia im Viertelfinale aus. Bei den Südostasienspielen 2019 sicherte sie sich mit der Mannschaft die Goldmedaille. Aribado vertrat Malaysia außerdem bereits bei mehreren Asienmeisterschaften sowie den Weltmeisterschaften im Doppel und Mixed 2019. 2019 stand sie als erste Philippinerin im Hauptfeld der Weltmeisterschaft, wo sie in der ersten Runde ausschied.

## Erfolge
- Gewonnene PSA-Titel: 1